# لاندولفسهاوزن
لاندولفسهاوزن (به آلمانی: Landolfshausen) یک شهر در آلمان است که در Radolfshausen واقع شده‌است. لاندولفسهاوزن ۱٬۲۲۴ نفر جمعیت دارد.